# Yangel Herrera
Yangel Clemente Herrera Ravelo (La Guaira, 7 de enero de 1998) es un futbolista venezolano que juega como centrocampista en el Girona F. C. de la Primera División de España. Es internacional con la selección de Venezuela.

## Trayectoria

### Inicios
Jugó para el Monagas S. C. durante las temporadas 2014-2015 de Segunda División de Venezuela, siendo un jugador fundamental en el ascenso del equipo azulgrana. En la segunda mitad de 2015 estuvo cedido por Atlético Venezuela, donde debutó como profesional en la Primera División de Venezuela.

### Manchester City
El 31 de enero de 2017 se confirmó su fichaje por el Manchester City. Inmediatamente fue enviado a préstamo al New York City por dos años. Regresó a Mánchester en diciembre de 2018.

### Cesiones en España
En enero de 2019 fue cedido a la Sociedad Deportiva Huesca por seis meses.
En julio de ese mismo año llegó al Granada C. F. en calidad de cedido por una temporada con opción de compra. Ayudó a que su equipo se clasificara competiciones europeas por primera vez en su historia, aunque el conjunto nazarí no hizo efectiva dicha opción y abandonó el club al finalizar el préstamo. Sin embargo, el 30 de agosto de 2020 se hizo oficial su regreso, nuevamente cedido por una temporada y con una opción de compra al final de la misma.
Empezó su segundo año en Granada marcando el primer gol en el encuentro frente al Athletic Club, que supuso también el primero de la Primera División de España 2020-21, y anotando un doblete en el primer partido europeo en la historia del Granada C. F. que le enfrentó al K. S. Teuta en la segunda ronda previa de la Liga Europa de la UEFA 2020-21. El 1 de octubre marcó el tanto definitivo 1-3 ante el Malmö FF que le dio la clasificación histórica al equipo español a la fase de grupos de la competición.
El 31 de agosto de 2021 el Manchester City lo cedió por una temporada a un nuevo equipo español, esta vez al R. C. D. Espanyol. Llegó lesionado y no fue hasta el 23 de octubre cuando debutó jugando algo más de 20 minutos en un empate ante el Elche C. F. Un mes después marcó su primer gol con la camiseta que blanquiazul y sirvió para ganar a la Real Sociedad.
El 2 de agosto de 2022 volvió a ser cedido por una temporada al Girona F. C. Su primer año en este equipo estuvo marcado por varias lesiones que no le permitieron alcanzar los mil minutos de juego.

### Girona F. C.
Una vez finalizado el periodo de cesión, se acabó quedando en el Girona F. C. después de llegarse a un acuerdo para su traspaso definitivo, por una cantidad no revelada, y firmar hasta 2027. En su segunda temporada contribuyó con cinco goles a la clasificación del equipo para disputar la Liga de Campeones de la UEFA.

## Selección nacional
Herrera ha participado con la selección de fútbol de Venezuela en la categoría sub-15, sub-17 y sub-20. Con la selección sub-15 participó en el Campeonato Sudamericano Sub-15 de 2013 disputando los 4 partidos y anotando 2 goles. Con la selección sub-17 participó en el Campeonato Sudamericano Sub-17 de 2015. En dicha competición disputó 4 partidos y jugó 360 minutos anotando 2 goles. Participó en la Copa Mundial de Fútbol sub-20 de 2017 donde históricamente el cuadro venezolano llegó a la final pero cayendo derrotados 1 por 0 frente a Inglaterra. Yangel fue condecorado con el Balón de Bronce del torneo por sus buenas actuaciones donde participó en siete juegos marcando un gol y además de ser el capitán de la escuadra vinotinto juvenil.
El 20 de mayo de 2016 disputó su primer partido con la selección absoluta de Venezuela en un partido amistoso no oficial ante la selección de fútbol de Galicia. No obstante, al ser un partido ante una selección no reconocida por la FIFA, el encuentro careció de validez para cualquier tipo de estadística. Su debut oficial lo haría el 11 de octubre de ese mismo año cuando ingresó a los 84' en la derrota 0:2 ante Brasil por un encuentro de eliminatorias mundialistas.
Su primer gol con la selección mayor sería el 10 de octubre de 2017 de visitante ante Paraguay, en el minuto 84', gol que eliminaría a la selección paraguaya de las posibilidades de clasificar a la Copa Mundial de Fútbol 2018.
Su segundo gol lo marcaría el 10 de octubre de 2019 en la victoria 4-1 frente a Bolivia, en un partido amistoso en el Olímpico de la UCV de la ciudad de Caracas.

### Participaciones internacionales

#### Categorías menores
| Competición                 | Sede          | Resultado    | Partidos | Goles |
| --------------------------- | ------------- | ------------ | -------- | ----- |
| Sudamericano Sub-15 de 2013 | Bolivia       | Primera fase | 4        | 2     |
| Sudamericano Sub-17 de 2015 | Paraguay      | Primera fase | 4        | 2     |
| Sudamericano Sub-20 de 2017 | Ecuador       | Tercer lugar | 7        | 2     |
| Copa Mundial Sub-20 de 2017 | Corea del Sur | Subcampeón   | 7        | 1     |
| Total                       | Total         | Total        | 22       | 7     |

### Selección mayor
Actualizado al ultimo partido jugado el 10 de junio de 2025.
| Competición                      | Sede            | Resultado        | Partidos | Goles | Asistencias |
| -------------------------------- | --------------- | ---------------- | -------- | ----- | ----------- |
| Amistosos                        | Amistosos       | Amistosos        | 13       | 2     | 2           |
| Eliminatorias Sudamericanas 2018 | América del Sur | No clasificados  | 5        | 1     | 0           |
| Copa América 2019                | Brasil          | Cuartos de final | 3        | 0     | 0           |
| Copa América 2021                | Brasil          | Fase de grupos   | 1        | 0     | 0           |
| Eliminatorias Sudamericanas 2022 | América del Sur | No clasificados  | 5        | 0     | 1           |
| Copa América 2024                | Estados Unidos  | Cuartos de final | 4        | 0     | 1           |
| Eliminatorias Sudamericanas 2026 | América del Sur | En disputa       | 11       | 0     | 0           |
| Total                            | Total           | Total            | 42       | 3     | 4           |

### Goles internacionales
| Gol | Fecha                 | Sede                                                                     | Oponente  | Marcador | Resultado | Competencia                |
| --- | --------------------- | ------------------------------------------------------------------------ | --------- | -------- | --------- | -------------------------- |
| 1.  | 10 de octubre de 2017 | Estadio Defensores del Chaco, Asunción, Paraguay                         | Paraguay  | 0 - 1    | 0 - 1     | Eliminatorias Mundial 2018 |
| 2.  | 10 de octubre de 2019 | Estadio Olímpico de la UCV, Caracas, Venezuela                           | Bolivia   | 1 - 0    | 4 - 1     | Amistoso                   |
| 3.  | 18 de junio de 2022   | Pratt & Whitney Stadium at Rentschler Field, Connecticut, Estados Unidos | Guatemala | 1 - 0    | 1 - 0     | Amistoso                   |

## Relevancia
Luego de su paso por la Major League Soccer y por Europa, fue considerado uno de los principales exponentes deportivos de su país, logrando convertirse en el jugador más cotizado de Venezuela.

## Estadísticas

### Clubes
Actualizado al último partido jugado el 15 de agosto de 2025.
| Club | Div.          | Temporada     | Liga  | Liga  | Liga   | Copas nacionales(1) | Copas nacionales(1) | Copas nacionales(1) | Copas internacionales(2) | Copas internacionales(2) | Copas internacionales(2) | Total | Total | Total  |
| Club | Div.          | Temporada     | Part. | Goles | Asist. | Part.               | Goles               | Asist.              | Part.                    | Goles                    | Asist.                   | Part. | Goles | Asist. |
| --- | ------------- | ------------- | ----- | ----- | ------ | ------------------- | ------------------- | ------------------- | ------------------------ | ------------------------ | ------------------------ | ----- | ----- | ------ |
| Monagas S. C. · Venezuela | 2.ª           | 2014-15       | 19    | 4     | 0      | 4                   | 0                   | 0                   | —                        | —                        | —                        | 23    | 4     | 0      |
| Monagas S. C. · Venezuela | 2.ª           | 2015          | 16    | 5     | 0      | 2                   | 0                   | 0                   | —                        | —                        | —                        | 18    | 5     | 0      |
| Monagas S. C. · Venezuela | Total club    | Total club    | 35    | 9     | 0      | 6                   | 0                   | 0                   | —                        | —                        | —                        | 41    | 9     | 0      |
| Atlético Venezuela · Venezuela | 1.ª           | 2016-17       | 32    | 3     | 4      | 1                   | 0                   | 0                   | —                        | —                        | —                        | 33    | 3     | 4      |
| Atlético Venezuela · Venezuela | Total club    | Total club    | 32    | 3     | 4      | 1                   | 0                   | 0                   | —                        | —                        | —                        | 33    | 3     | 4      |
| New York City Estados Unidos | 1.ª           | 2017          | 20    | 1     | 2      | 0                   | 0                   | 0                   | —                        | —                        | —                        | 20    | 1     | 2      |
| New York City Estados Unidos | 1.ª           | 2018          | 18    | 0     | 4      | 0                   | 0                   | 0                   | —                        | —                        | —                        | 18    | 0     | 4      |
| New York City Estados Unidos | Total club    | Total club    | 38    | 1     | 6      | 0                   | 0                   | 0                   | —                        | —                        | —                        | 38    | 1     | 6      |
| S. D. Huesca · España | 1.ª           | 2018-19       | 16    | 0     | 0      | 0                   | 0                   | 0                   | —                        | —                        | —                        | 16    | 0     | 0      |
| S. D. Huesca · España | Total club    | Total club    | 16    | 0     | 0      | 0                   | 0                   | 0                   | —                        | —                        | —                        | 16    | 0     | 0      |
| Granada C. F. · España | 1.ª           | 2019-20       | 30    | 2     | 3      | 6                   | 0                   | 0                   | —                        | —                        | —                        | 36    | 2     | 3      |
| Granada C. F. · España | 1.ª           | 2020-21       | 32    | 3     | 1      | 2                   | 0                   | 0                   | 12                       | 5                        | 1                        | 46    | 8     | 2      |
| Granada C. F. · España | Total club    | Total club    | 62    | 5     | 4      | 8                   | 0                   | 0                   | 12                       | 5                        | 1                        | 82    | 10    | 5      |
| R. C. D. Espanyol · España | 1.ª           | 2021-22       | 23    | 1     | 1      | 0                   | 0                   | 0                   | —                        | —                        | —                        | 23    | 1     | 1      |
| R. C. D. Espanyol · España | Total club    | Total club    | 23    | 1     | 1      | 0                   | 0                   | 0                   | —                        | —                        | —                        | 23    | 1     | 1      |
| Girona F. C. · España | 1.ª           | 2022-23       | 20    | 2     | 2      | 0                   | 0                   | 0                   | —                        | —                        | —                        | 20    | 2     | 2      |
| Girona F. C. · España | 1.ª           | 2023-24       | 29    | 5     | 0      | 2                   | 0                   | 0                   | —                        | —                        | —                        | 31    | 5     | 0      |
| Girona F. C. · España | 1.ª           | 2024-25       | 29    | 4     | 3      | 0                   | 0                   | 0                   | 5                        | 0                        | 0                        | 34    | 4     | 3      |
| Girona F. C. · España | 1.ª           | 2025-26       | 1     | 0     | 0      | 0                   | 0                   | 0                   | —                        | —                        | —                        | 1     | 0     | 0      |
| Girona F. C. · España | Total club    | Total club    | 79    | 11    | 5      | 2                   | 0                   | 0                   | 5                        | 0                        | 0                        | 86    | 11    | 5      |
| Total carrera | Total carrera | Total carrera | 285   | 30    | 20     | 17                  | 0                   | 0                   | 17                       | 5                        | 1                        | 319   | 35    | 21     |
| (1) Incluye datos de Copa Venezuela y Copa del Rey. (2) Incluye datos de la Liga de Campeones de la UEFA y Liga Europa de la UEFA. (3)No incluye partidos amistosos. |               |               |       |       |        |                     |                     |                     |                          |                          |                          |       |       |        |

## Palmarés

### Campeonatos nacionales
| Título                        | Club          | País      | Año  |
| ----------------------------- | ------------- | --------- | ---- |
| Segunda División de Venezuela | Monagas S. C. | Venezuela | 2015 |

### Distinciones individuales
| Distinción                                                  | Año  |
| ----------------------------------------------------------- | ---- |
| Balón de Bronce de la Copa Mundial de Fútbol Sub-20 de 2017 | 2017 |
| Equipo de la Semana 17 de la MLS                            | 2017 |